# Epiclines gayi
Epiclines gayi là một loài bọ cánh cứng trong họ Cleridae. Loài này được Chevrolat miêu tả khoa học đầu tiên năm 1838. Chúng là loài duy nhất trong chi Epiclines.